# Rafael Lazcano
Rafael Alejandro Lazcano González (Mondreganes, provincia de León, 27 de abril de 1957) es un historiador, bibliógrafo, biógrafo, polígrafo y editor de libros español. Presidió el Instituto Histórico Agustiniano (Roma) entre 1994 y 2001. Fundador (1988) y director de Editorial Revista Agustiniana (1988-2001), luego Editorial Agustiniana. Autor y editor del Tesauro Agustiniano.
Como historiador está considerado un "gran conocedor de la Orden de San Agustín", "investigador inagotable", "experto bibliógrafo", "gran estudioso y conocedor de los siglos de Oro españoles","investigador del agustinismo", "experto en fundaciones y personalidades de la Orden de San Agustín",  y "uno de los mejores divulgadores de la historia agustiniana".

## Biografía
Una vez realizados los estudios primarios en la escuela de Cebanico y de Valle de las Casas, próxima a su lugar de nacimiento, ingresó en el Colegio Santo Tomás de Villanueva, de Armunia (León), donde cursó el Bachillerato, y posteriormente hizo el COU (Curso de Orientación Universitaria) en el Instituto Marco Fabio Quintiliano de Calahorra, La Rioja. Más tarde cursó los estudios universitarios en la Universidad Pontificia de Comillas, sede Cantoblanco (Madrid); el Instituto Patrístico Augustinianum, de Roma; y la Pontificia Universidad Lateranense de Roma, en la que consiguió la licenciatura en Teología (1985). Entre sus profesores figuran nombres de la talla de Prosper Grech, Agostino Trapè, Santos Sabugal y Bernhard Häring. Por la Universidad Complutense de Madrid obtuvo el título de licenciado en Filosofía y Ciencias de la Educación (Sección Filosofía), (1987), donde tuvo de profesores, entre otros, a José Luis Abellán y Alfonso López Quintás.
Ha sido director del Colegio Mayor Universitario San Agustín de Madrid (1997-2001); fundador y director de la Editorial Agustiniana (desde su creación en 1988 hasta 2001); y también director de Revista Agustiniana (1993-2001). Además de otros cargos institucionales, cabe mencionar el de Presidente del Instituto Histórico Agustiniano, con sede en Roma (1994-2001) y Director del Centro Teológico San Agustín, de Madrid (1998-2000). En este mismo Centro fue profesor de 1995 a 2001; y durante el curso 1997-1998 impartió la asignatura de Ética de la Empresa en el Real Colegio de Estudios Superiores de María Cristina, adscrito a la Universidad Complutense de Madrid, con sede en San Lorenzo de El Escorial.

## Actividad literaria
La producción cultural de Lazcano, "humanista de profesión" y "alma agustiniana", va saliendo a la luz después de varios años de investigación. Ha puesto en orden miles de datos biográficos y bibliográficos, editado la España Sagrada, publicado un centenar largo de artículos y valiosos libros, algunos decisivos en el ámbito bibliográfico, además de un indispensable Episcopologio agustiniano, modelo de ahincada laboriosidad, para el conocimiento de la historia de la Orden de San Agustín. Éste y otros trabajos de Lazcano le sitúan entre las autoridades en materias de erudición y crítica histórica. Como "maestro de la ciencia histórica" se ha forjado en el trabajo riguroso, objetivo y crítico, cuya norma principal ha sido la búsqueda "critica" de la verdad histórica.

### Tesauro Agustiniano
Diccionario biográfico y bibliográfico de los personajes más ilustres de la Orden de San Agustín desde 1244 y de los Agustinos Recoletos a partir de 1588, fecha de su fundación. Además incluye las bio-bibliografías de las monjas agustinas y agustinas recoletas. El Tesauro Agustiniano de Lazcano, obra "ciclópea, en la que se ha sabido unir brevedad, densidad de contenidos y precisión en el dato", abarca a los ámbitos de identidad cultural, literaria, social, científica, misionera y hagiográfica de la familia agustiniana en España, Portugal, América Latina y Filipinas. Este "monumento de erudición agustiniana", según Ángel Martínez Cuesta, se caracteriza por "la concisión, la densidad, la claridad de su exposición, la riqueza informativa y el rigor metodológico". "Lazcano, señala Roberto Blanco Andrés, ha cuidado con esmero artesano la precisión de las biografías de Tesauro. Donde antes era fácil encontrar parcialidad, fibra hagiográfica o acrítica encontramos concisión y rigor delineados con presión, agilidad y detalle. Esto implica limar, pulir o directamente eliminar las erratas, errores o posibles ambigüedades transmitidas - en ocasiones sin criterio - de anteriores compiladores o estudiosos de la Orden de San Agustín, reiteradas sin cuestionamiento o crítica  lo largo del tiempo... Tesauro nace, en definitiva, con la vocación de ser un clásico".

### Episcopologio agustiniano
Investigación histórica, bibliográfica e iconográfica de la jerarquía agustiniana. El Episcopologio agustiniano ofrece la vida, obra, escritos, retratos, escudos episcopales, fuentes, bibliografía y webgrafía de cardenales, patriarcas, nuncios, primados, arzobispos, obispos, sacristas pontificios, prelados, vicarios y prefectos apostólicos de la Familia Agustiniana. Está formada, según Lazcano, por las órdenes más afines al espíritu de San Agustín de Hipona: Orden de San Agustín, Orden de Agustinos Recoletos, Orden de Agustinos Descalzos Italianos, y Asuncionistas o Agustinos de la Asunción. El Episcopologio comprende desde la fundación de la Orden Agustiniana por Inocencio IV en 1244 hasta el 28 de febrero de 2013, final del pontificado de Benedicto XVI. "Desde ahora, anota el historiador Ángel Martínez Cuesta, la familia agustiniana cuenta con un episcopologio completo, elaborado según los criterios más exigentes de la crítica histórica, embellecido con una iconografía abundante y cuidadosamente elegida, y enriquecido con referencias documentales y bibliográficas, que servirán de preciosa guía a cuantos en el futuro quieran embarcarse en la composición de episcopologios regionales, de alguna época determinada o de algunas categorías o grupos especiales, o incluso de biografías de algún personaje en concreto... Es de justicia señalar el acierto con que ha logrado ordenar materia tan vasta y los riquísimos índices y cuadros con que ha dotado a su libro... Todos están elaborados con precisión y resultan sumamente útiles". Por su parte, el historiador agustino, Jesús Álvarez Fernández, destaca del Episcopologio el "rigor histórico, la severa investigación y la consulta de las fuentes y bibliografías vetustas y novísimas", así como la "exquisita edición, tan cuidada en el destalle, en las ilustraciones, en los retratos y cuadros, en la simbología y otros elementos decorativos que ilustran y amenizan su lectura".  El Episcopologio agustiniano, de espléndida realización y excelente presentación, coloca a su autor en la historia.

### Historia de la Confer
Como historiador ha investigado, escrito y publicado (Madrid 2007), la primera Historia de la Conferencia Española de Religiosos Nacional - Regional - Diocesana (1953-2003). Un denso y extenso estudio histórico en el que "destaca, ha escrito Pablo Martín de Santa Olalla, la capacidad que tiene Rafael Lazcano para hacer un seguimiento de cada elemento objeto de estudio. No se conforma con señalar su existencia o su importancia, sino que comenta el momento en el que tiene su inicio y las circunstancias que concurren en él, y, si se acaba produciendo un final, busca las razones por las cuales se produce, proporcionando, en definitiva, mucha solidez a todo lo que relata". Por su parte, el historiador Carlos Alonso Vañes reconoce que "es un trabajo muy metódico, con una exposición clara y una actitud de imparcialidad con relación a instituciones, personas y temas... Un trabajo que pocos hubieran estado en condiciones de elaborar con el acierto y competencia que él (Lazcano) demuestra a lo largo de estas páginas".

### Editor de laEspaña Sagrada
Editor literario de la nueva edición de la "España Sagrada", iniciada por Enrique Flórez en 1747, en 56 tomos. En esta modélica y monumental obra historiográfica eclesiástica europea, "que privilegia la veracidad de las fuentes y el rechazo de las falsificaciones", confluyen gran parte de la cultura y saber antiguo de la historia, cronología, arqueología, numismática, literatura, arte, política y religión. "Siempre será de obligada consulta para el historiador eclesiástico", y "de referencia permanente" por las valiosa información histórica que ofrece "con indicación de la situación geográfica, origen de la iglesia local, episcopologio, santos y personajes ilustres relacionados con cada una de las diócesis", más "los apéndices de documentos y la edición de crónicas, actas de concilios, epitafios y escrituras diversas". "Pocas obras, señala Xavier Agenjo, tan útiles como la del burgalés y tan utilizadas y elogiadas por don Marcelino Menéndez Pelayo". Esta nueva y completa edición moderna de la España Sagrada, "fecunda y erutida enciclopedia del saber", "que con tesón, eficacia y eficiencia ha editado y corregido el bibliófilo Rafael Lazcano", se culmina con un "imprescindible", "meticuloso y meritorio" Índice general (tomo 57), en el que se ofrecen "en orden alfabético los nombres de personas y lugares, de cosas y conceptos de los que se da noticia en la España Sagrada, con especial hincapié en los documentos que aparecen en el apéndice de cada tomo".
La edición de tan destacada Monumenta Historica, presentada "bellamente y en volúmenes asequibles, de fácil consulta y muy bien editados", ha sido patrocinada por la Provincia Agustiniana de Castilla, a través de su Editorial Agustiniana. Al hilo de esta "reedición actualizada de alta calidad", acogida favorablemente por la crítica especializada, han comenzado a publicarse algunos estudios que usan la nueva edición, entre los que destaca el comentario crítico al proyecto historiográfico del P. Flórez, firmado por Patrick Henriet, la investigación de Francisco Javier Campos y Fernández de Sevilla sobre los estudios de la historia antigua en tiempos de Carlos III, el artículo de Juan Pablo Rubio Sabia referido a la mutación litúrgica del rito hispano al romano en España y el trabajo de Ramón González Ruiz sobre Elipando de Toledo.

### De re bibliographica
Varias investigaciones bibliográficas de grandes personajes de la cultura ha publicado en el trascurso de los últimos años. Los repertorios de Lazcano, al sentir de la crítica especializada, son instrumentos de investigación muy útiles, completos y bien elaborados. Siempre ha contado con una acogida favorable por parte de la crítica especializada. Así, por ejemplo, el ensayo bibliográfico dedicado a Fray Luis de León, se considera "obra fundamental y necesaria", e "imprescindible para cualquier futura investigación sobre fray Luis". El dedicado a Zubiri lo "hizo famoso entre los zubirianos", considerada por Antonio Herrera Soriano "una obra modélica en su género... de especial amplitud, calidad y utilidad" y el repertorio bibliográfico ofrecido al humanista y biblista extremeño Benito Arias Montano ha sido calificado como "un trabajo rigurosamente científico". He aquí un listado aproximado de los autores bibliografiados:
| - San Agustín - Fray Luis de León - Santo Tomás de Villanueva - Ana Catalina Emmerick | - Alonso de Orozco - Benito Arias Montano - Martín Lutero | - Xavier Zubiri - John Henry Newman - Emmanuel Mounier - Enrique Gil y Carrasco |

### Obras y escritos "de" y "sobre" San Agustín en español
De "obra indispensable antes y durante el proceso de cualquier estudio agustiniano" calificó Santiago M. Insunza la Bibliografía de San Agustín en lengua española (1502-2006). Para Miguel Flores Colín se trata de una verdadera "llave" para adentrarnos "por la puerta indicada a ese recinto agustiniano en lengua castellana, tantas veces olvidado y negado por estudiosos de diversos ámbitos y lenguas diferentes". "Una obra realizada con el objetivo, a nuestro entender, escribe Juan Antonio Gil-Tamayo, bien cumplido, de informar al lector sobre las publicaciones que tratan sobre San Agustín, su tiempo, su vida y su obra en sí mimas, a través de los últimos cinco siglos, con el mérito añadido de haber reunido y organizado con claridad, método y rigor, el nada despreciable número de 6.390 fichas bibliográficas, que se ajustan de lleno a la realidad actual de publicaciones agustinianas... En definitiva, nos encontramos con una magnífica obra", de "referencia obligada... en el campo de los estudios agustinianos de habla hispana"; y todo un "monumento, apunta Francisco Henares Díaz, por el modo tan completo de seleccionar los temas, por la cantidad de siglos que ocupa (desde el principio del siglo XVI a hoy), por la cantidad de citas, y por la elección tan ardua del padre San Agustín llenándolo todo... Un Vítor al autor de esta monumental obra".

### Biografía deMartín Lutero(1483-1546)
Dos biografía tiene escritas Lazcano sobre el Reformador alemán, Martín Lutero. La primera de ellas, editada en 2009, destaca por su estilo ágil, sencillo y ameno con el que traza un perfil moderno de Martín Lutero. La Biografía de Martín Lutero de Lazcano, escribe el especialista en Lutero y la Reforma protestante Teófanes Egido, es "rigurosamente histórica... una auténtica novedad por el rigor y la información extraordinaria que desde la historia se percibe en sus páginas. En este sentido, supera a la obra, tan de agradecer, de Ricardo García Villoslada". Otros críticos presentan esta obra como una "excelente síntesis biográfica", con un "texto equilibrado y riguroso, ordenado y de fácil lectura", que causa en el lector "una impresión muy buena y positiva por su claridad y por la visión, podríamos decir que completa, de lo que fue Martín Lutero". La figura de Lutero trazada por Lazcano, "perfectamente fundamentada en los mejores biógrafos y presentadores de la obra de Lutero", se ofrece a modo de "una biografía breve, ordenada, ágil, completa y rigurosa". El teólogo, patrólogo y ecumenista Pedro Langa Aguilar destaca de la obra sus "páginas limpias, bien traídas y muy bien documentadas", siendo su lectura "provechosa para historiadores, teólogos, escrituristas y maestros de espíritu", al tiempo que apunta su  "extraordinaria validez para el ecumenismo en general, y de modo particular, para el católico-protestante". "La humanización de Lutero, señala Francisco Henares, es un dato que Lazcano aporta, contra una antigua querencia de católicos que lo veían como un monstruo", apunte necesario desde donde se va "descubriendo a un Lutero hombre de fe, crítico (muy crítico) y escritor - predicador brillante", además de "cariñoso esposo y rodeado de amigos".
Del Reformador alemán preparó para el Año del V centenario de la Reforma (1517-2017) una "biografía breve" (vita brevis), bajo el título Lutero: Una vida delante de Dios, publicada por la Editorial San Pablo (Madrid, 2017). Está "escriba con suma elegancia, y de lectura grata, presenta a Lutero sin apasionamiento", según señala Majao Publico. De esta obra "no es desdeñable el uso moderado de los escritos de Lutero y los datos de contexto que permiten al lector un provechoso ejercicio de profundización en ese periodo. Hay que agradecer, sin lugar a duda, por último, la inclusión de un glosario de nombres con breves series biográficas que facilitan la lectura de este libro".  El luterólogo español Teófanes Egido escribió: "Un libro muy dignamente presentado por San Pablo, aconsejable por el tratamiento histórico de Lutero, y que, además, está muy bien escrito por el autor". Asimismo, el prestigioso agustinólogo y crítico literario Enrique Eguiarte, resalta "la riqueza narrativa, la contextualización necesaria e inteligente, el estricto rigor histórico, la extensión exacta, y la objetividad serena", elementos con los que "sabe dibujar con maestría no solo el paisaje histórico sobre el que queda grabada la figura del reformador, sino también, en la medida de lo posible, el complejo paisaje interior de Lutero, elemento que ayuda a la comprensión del personaje, de sus acciones y decisiones". Concluye: "Obra excelente, bien escrita y de lectura sumamente agradable e instructiva".

### Otras biografías:fray Luis de León,Alonso de Veracruz,Ana Catalina Emmerick, yGregorio Mendel
Con la misma intensidad literaria y dominio de la época histórica del siglo XVI Lazcano presenta la vida del poeta y maestro salmantino Fray Luis de León, y la del misionero, catedrático y filósofo español Alonso de Veracruz, verdadero promotor y defensor de la dignidad humana y espiritual de los indios, abogando incluso por el derecho a ejercer la libertad política y el autogobierno. Dado "el estilo suelto y sencillo, y el perfecto ordenamiento y trabazón de las ideas, escribe José Villegas, hacen del libro una pequeña joya".
El misterio del sufrimiento, con llagas y éxtasis, está presente en la biografía de Ana Catalina Emmerick, "librito denso, preciso y precioso", escribe Pablo Bocanegra, en el que "Lazcano sabe integrar con maestría los propios relatos de Ana con la narración biográfica. Todo ello hace del libro una excelente biografía". Asimismo señala Ángel Martínez Cuesta que el historiador y biógrafo Lazcano narra con "precisión y sencillez" la vida de esta extraordinaria mujer alemana, pues "ha sabido espigar en tan vasto campo los datos más significativos y ha acertado a exponerlos con claridad y sobriedad".
La biografía del moravo Gregorio Mendel, el "fraile de los guisantes" y precursor de la genética, presenta en su contexto histórico, social y cultural al profesor, hibridador, meteorólogo, apicultor y abad de Brno de "forma sencilla y con todo rigor científico". Está "muy bien narrada. Se lee con gusto y provecho. Todos y cada uno de los capítulos forman una unidad bien estructurada", trasmitiendo "un retrato fiel de su figura humana, religiosa y científica, así como del ambiente en que desarrolló sus experimentos con sus limitaciones, tanto técnicas como materiales, de su método de trabajo y de los resultados conseguidos".

### Jansenismoyregalismoen España
Una obra clásica en la historia del pensamiento y de la Iglesia en España es Jansenismo y regalismo en España (Valladolid, 1895) de Manuel Fraile Miguélez. El texto sobre el jansenismo y regalismo, así como los 33 documentos, se ofrecen en una nueva edición anotada, revisada y prologada por Lazcano. Todo "un brillante trabajo", con "adecuado aparato crítico, sea para la labor histórica o para la teológica". Esta edición moderniza la ortografía, añade comentarios y notas aclaratorias a pie de página, propias del editor, que esclarecen múltiples aspectos de la obra, la época y los personajes. "Como buena obra crítica, añade un aparato crítico que subsana errores y mejora en lo posible la comprensión y correcta interpretación de los documentos". Con la edición de 'Jansenismo y regalismo', obra "erudita" y "sabia" de Miguélez, se "prolonga la vida de una obra literaria sobrepasada por el tiempo. Este libro es un crack".

### Voces para Diccionarios
Para el Diccionario Biográfico Español, dirigido por la Real Academia de la Historia, ha redactado e investigado la vida y obra de más de dos centenares de autores, siendo publicadas las biografías de 175 personajes pertenecientes a la "familia agustiniana", salvo la voz de Carmen Castro Madinaveitia, esposa del filósofo español Xavier Zubiri. De Lazcano es la entrada de Fray Luis de León en  New Catholic Encyclopedia; la voz San Juan de Sahagún del Diccionario de los Santos y varias otras biografías de personajes agustinos publicadas en Dictionnaire d´Histoire et de Géographie Ecclésiastiques Archivado el 24 de noviembre de 2015 en Wayback Machine., entre los que sobresalen las voces de Fray Luis de León, con varios cientos de nuevas referencias bibliográficas hasta 2016, Lorenzo de Villavicencio († 1583), Martín de León (1584-1655), José Lanteri (1820-1887), Tirso López Bardón (1838-1918), Pedro Canisio Van Lierde (1907-1995), Pedro Malón de Chaide, Mariana de San José, etc.

### Intellectum valde ama - Ama intesamente la inteligencia. Homenaje al ProfesorOctavio Uña Juárez, catedrático de Sociología y Filosofía
Obra en tres tomos y más de dos millares de páginas, editada por Lazcano, con más de trescientas colaboraciones de prestigiosos profesores, investigadores, escritores y poetas, cuyos trabajos dedicados al ilustre zamorano, el Profesor Uña, referente intelectual en el ámbito académico, la sociología y la poesía. Para el profesor Giuliano Tardivo, la multiplicidad de cuestiones tratadas en Intellectum valde ama reflejan el estado actual de temas centrales de las Ciencias sociales, cuyas investigaciones  suscitan interés para "sociólogos y científicos políticos".

### Colaborador en publicaciones periódicas
Con regularidad participa en congresos y simposios de su especialidad. Varios de sus trabajos están publicados en las revistas Archivo Agustiniano, Analecta Augustiniana, Religión y Cultura, Revista Agustiniana, Pastoral Ecuménica, Ometeca, Revista Española de Filosofía Medieval, Etiam, Religión y Escuela, Compostellanum, Diálogo Ecuménico,Estudios Eclesiásticos, 
Revisa de Historiografía, etc.

## Obras principales

### Libros
1. 2025: Tesauro Agustiniano. Tomo 15. Moreno Díaz - Orihuela y Valderrama. ISBN 978-84-09-53508-8
2. 2024: Tesauro Agustiniano. Tomo 14. Mayoral Pardo - Moreno Ágreda. ISBN 978-84-09-53506-4
3. 2024: Tesauro Agustiniano. Tomo 13. Manuel de Cristo - Mayor Nogueras. ISBN 978-84-09-53504-0
4. 2023: Tesauro Agustiniano. Tomo 12. León Almaraz - Manso. ISBN 978-84-09-42694-2
5. 2023: Tesauro Agustiniano. Tomo 11. León, Fray Luis de León. ISBN 978-84-09-42692-8
6. 2022: Tesauro Agustiniano. Tomo 10. Jerónimo de San José - León. ISBN 978-84-09-36460-2
7. 2022: Tesauro Agustiniano. Tomo 9: Gouvea - Jerónimo de San Esteban. ISBN 978-84-09-36457-2
8. 2021: Tesauro Agustiniano. Tomo 8. García de la Fuente - Gotor. ISBN 978-84-09-26957-0
9. 2021: Tesauro Agustiniano. Tomo 7: Fernández González - García de Arriba. ISBN 978-09-26407-0
10. 2020: Itinerario fundacional de la Orden de San Agustín[75] Prólogo de Pedro Langa Aguilar. ISBN 978-84-09-23707-4
11. 2020: Tesauro Agustiniano. Tomo 6: Diez González - Fernández González. ISBN 978-84-09-21974-2
12. 2020: Tesauro Agustiniano. Tomo 5: Castelló - Díez García. ISBN 978-84-09-18686-0
13. 2019: Octavio Uña Juárez: Perfil bio-bibliográfico. ISBN 978-84-09-14955-1
14. 2019: Tesauro Agustiniano. Tomo 4: Burón Álvarez - Castellanos Franco: ISBN 978-84-09-14127-2
15. 2019: Tesauro Agustiniano. Tomo 3: Asensio Barroso - Burgos Merino: ISBN 978-84-09-08168-4
16. 2018: Tesauro Agustiniano. Tomo 2: Álvarez de Toledo - Asensio Aguirre: ISBN 978-84-09-03057-6
17. 2018: Tesauro Agustiniano. Tomo 1: Abad - Álvarez de Juan: ISBN 978-84-09-01028-8
18. 2018: El Padrenuestro de Martín Lutero. Traducido y comentado por Rafael Lazcano. ISBN 978-84-285-5434-3
19. 2017: Lutero: Una vida delante de Dios. Prólogo de Pedro Langa Aguilar. ISBN 978-84-285-5044-4
20. 2014: Episcopologio agustiniano. ISBN 978-84-92645-40-4
21. 2014: Johann Gregor Mendel (1822-1884). Vida, obra y significado del precursor de la genética. ISBN 978-3-8484-5040-4
22. 2012: España Sagrada. Tomo LVII. Índice general. ISBN 978-84-92645-33-6
23. 2010: Ana Catalina Emmerick (1774-1824): icono del Crucificado. ISBN 978-84-95745-97-2
24. 2009: Biografía de Martín Lutero (1483-1546). ISBN 978-84-95745-82-8
25. 2007: Historia de la Conferencia Española de Religiosos (CONFER). Nacional - Regional - Diocesana (1953-2003). La vida religiosa en España. Prólogo de Clemente Serna González. ISBN 978-84-612-0212-6
26. 2007: Fray Alonso de Veracruz (1507-1584): misionero del saber y protector de indios. ISBN 978-84-95745-69-9
27. 2007: Bibliografía de San Agustín en lengua española (1502-2006). Prólogo de Pedro Langa Aguilar. ISBN 84-95745-60-7
28. 2006: Repertorio bibliográfico de Xavier Zubiri. The Xavier Zubiri Foundation of North America. Washington D. C. 2006, XIV - 237 pp. ISBN 0-9672805-3-2
29. 2005: Agustinos españoles escritores de María. ISBN 84-95745-44-5
30. 2001: Benito Arias Montano. Ensayo bibliográfico. ISBN 84-95725-02-X
31. 2000: Provincia de Castilla. Orden de San Agustín. Actas capitulares (1895-199), Estatutos provinciales (1890-1997), Líneas Programáticas (1981-2001). Edición, estudio histórico e índices de Rafael Lazcano. ISBN 84-86898-85-4
32. 1995: Generales de la Orden de San Agustín. Biografías - Documentación - Retratos. (Col. Studia Augustiniana Historica, 10). Institutum Historicum Augustinianum. Roma 1995, 275 pp., ilustr.
33. 1994: Fray Luis de León. Bibliografía. (Segunda edición, actualizada y ampliada). Prólogo de Cristóbal Cuevas. ISBN 84-86898-27-7
34. 1993: Bibliographia Missionalia Augustiniana - América Latina - (1533-1993). ISBN 84-86898-18-8
35. 1993: Panorama bibliográfico de Xavier Zubiri Archivado el 13 de agosto de 2012 en Wayback Machine.. ISBN 84-86898-16-1
36. 1991: Fray Luis de León, un hombre singular. ISBN 84-86898-06-4
37. 1990: Fray Luis de León. Bibliografía. Ed. Revista Agustiniana. Madrid 1990, 278 pp. ISBN 84-86898-04-8

### Ensayos bibliográficos
1. 2022: "Catálogo de incunables de San Agustín y autores agustinos en las bibliotecas de España (1467-1500)": Archivo Agustiniano 107 (2022) 129-202.
2. 2021: Bibliografía Hispánica de San Agustín. ISBN 978-84-09-26956-3
3. 2021: Bibliografía zubiriana. ISBN 978-84-09-26015-7
4. 2015: "Ensayo bibliográfico de Enrique Gil y Carrasco (1815-1846)": Bierzo. Edita: Basílica Ntra. Sra. la Virgen de La Encina, año 2015, pp. 117-208, ilustr.
5. 2011: "Inventario del fondo bibliográfico existente en el convento de Nossa Senhora da Graça (Lisboa)": Analecta Augustiniana 74 (2011) 103-159.
6. 2010: "Bibliografía de John Henry Newman (1801-1890)": Pastoral Ecuménica 27/81 (2010) 269-296.
7. 2009: "Ana Catalina Emmerick (1774-1824): Una mirada bibliográfica": Analecta Augustiniana 72 (2009) 455-499.
8. 2008: "La contribución de autores españoles al conocimiento de Martín Lutero (1483-2007) en los últimos veinticinco años (1982-2007)": Analecta Augustiniana 71 (2008) 39-68.
9. 2005: Santo Tomás de Villanueva: bibliografía, pp. 395-468: ISBN 84-95745-38-0
10. 2000: "Bibliografía: Alonso de Orozco (1500-1591)": Revisa Agustiniana 41 (2000) 1061-1081.
11. 1998: "Bibliografía histórico-agustiniana publicada en España y Portugal (1994-1997)": Revista Agustiniana, 49(1998)779-817
12. 1997: "Notas para una bio-bibliografía de Jaime García Álvarez": Revista Agustiniana, 38 (1997) 11-32.
13. 1996: "Bibliografía hispánica sobre John Rawls": Revista Agustiniana, 37 (1996)1 163-1175.
14. 1995: "Bibliografía en español sobre los valores": Revista Agustiniana, 36 (1995) 597-612.
15. 1994: Fray Luis de León. Bibliografía. Segunda edición, actualizada y ampliada. Prólogo de Cristóbal Cuevas (Col. Guía bibliográfica 1). Ed. Revista Agustiniana. Madrid 1994, 679 pp. ISBN 84-86898-27-7
16. 1994: "Bibliografía histórico-agustiniana publicada en España (1991-1994)": Revista Agustiniana, 35 (1994) 1123-1191.
17. 1992: "Presentación y bibliografía de Argimiro Turrado Turrado, OSA": Revista Agustiniana, 33 (1992) 13-47.
18. 1992: "Ottavo Congresso Internazionale di Storia dell'Ordine Agostiniano. Relazioni bibliografiche. Roma, 22-24 ottobre 1991": Analecta Augustiniana 55 (1992) 329-388: 353-382.
19. 1991: "Bibliografía fundamental del beato Alonso de Orozco": La Ciudad de Dios 204 (1991) 205-254.
20. 1991: "La 'Laborem exercens' a los diez años de su publicación. Ensayo bibliográfico": Revista Agustiniana 32 (1911) 681-718.
21. 1990: "John Henry Newman en la cultura de lengua castellana. Publicaciones aparecidas a lo largo de una centuria (1890-1990)": Revista Agustiniana, 31 (1990) 905-929.
22. 1990: "Boletín bibliográfico sobre Emmanuel Mounier":Revista Agustiniana, 31 (1990) 637-397.
23. 1987: "Repertorio bibliográfico: Santo Tomás de Villanueva (1486-1987)": Revista Agustiniana, 28 (1987) 671-725.

### Artículos de investigación histórica
1. 2023: "Las XXV Jornadas Agustinianas (1998-2023) del Centro Teológico San Agustín, CTSA (Madrid) y su impacto en las revistas científicas", en GONZÁLEZ MARCOS, Isaac - LAZCANO GONZÁLEZ, Rafael, (eds.), XXV Aniversario. Jornadas Agustinianas (1998-2023). Centro Teológico San Agustín. San Lorenzo de El Escorial (Madrid) 2023, pp. 145-190. ISBN 978-84-92645-84-8
2. 2022: "Presencia docente agustiniana en la Facultad de Teología de la Universidad de Salamanca (1560-1641)":  Analecta Augustiniana 85 (2022) 187-202.
3. 2020: "La privanza según Enrique de Mendoza, OSA (ca. 1576-ca. 1628), escritor político y predicador real en la obra dedicada al Conde Duque de Olivares, privado de Felipe IV (1626)", en GARCÍA GARRIDO, Manuela Águeda - TRUCHUELO GARCÍA, Susana - GARAU, Jaume - TESTINO-ZAFIROPOULOS, Alejandra, (eds.), Estada de Dios y aliento de la nobleza: El ministerio de la palabra en la España Moderna (siglos XVI-XVIII). Ed. Sindéresis. [Madrid] 2020, pp. 65-78. ISBN 978-84-18206-30-6
4. 2019: "Un paseo por las obras de Lutero": Revista de Historiografía 16/32 (2019) 107-118.
5. 2019: "Anotaciones para la historia del convento San Felipe el Real de Madrid": Archivo Agustiniano 103 (2019) 387-396.
6. 2019: "Quinto libro de profesiones del Convento San Agustín de Zaragoza (1684-1700)": Archivo Agustiniano 103 (2019) 129-148.
7. 2018: "Agustinos en la Armada española contra Inglaterra (1588): objetivos, actuaciones y participantes": Analecta Augustiniana 81 (2018) 213-224.
8. 2018: "El convento San Agustín de Córdoba y su imprenta", en GONZÁLEZ MARCOS, Isaac - SCIBERRAS, Josef, (a cura di), Vita quotidiana e tradizioni nei conventi dell'Ordine di Sant'Agostino. Congresso dell'Istituto Storico dell'Ordine Agostiniano. Roma, 22-27 ottobre 2018. (Col. Studia Augustiniana Historica, 21). [Institutum Historicum Augustinianum. Roma 2018], pp. 325-375. ISBN 978-88-97351-23-8
9. 2018: "Martín Lutero en su contexto histórico": Estudios Eclesiásticos 93/365) 2018) 279-333.
10. 2018: "Cuarto libro de profesiones del Convento San Agustín de Zaragoza (1664-1684)": Archivo Agustiniano 102 (2018) 57-78.
11. 2017: "Dios en las afueras de la ciudad: El convento del Pópulo, de Sevilla (1624-1835)": Recollectio 40 (2017) 417-457.
12. 2017: "El Camino de Santiago: realidad, leyenda y actualidad": Compostellanum 62 (2017) 401-441.
13. 2017: "Lutero en España: los índices de libros prohibidos del siglo XVI": Analecta Augustiniana 80 (2017) 73-107.
14. 2017: "Notas al hilo de la lectura. Historia de Nuestra Señora de Copacabana, del agustino Alonso Ramos Gavilán (1570-1621); edición de Hans van den Berg y Andrés Eichmann (Sucre, 2015)": Archivo Agustiniano 101 (2017) 253-260.
15. 2017: "Tercer libro de profesiones del Convento San Agustín de Zaragoza (1650-1664)": Archivo Agustiniano 101 (2017) 83-98.
16. 2017: "Las ediciones castellanas de las obras de Lutero": e-SLegal History Review 24 (2017), 20 pp. Edición impresa: Lutero, su obra y su época, San Lorenzo de El Escorial 2017, pp. 401-423. ISBN 978-84-617-9687-8.
17. 2016: "Presencia agustiniana en el Diccionario Biográfico Español [DBE]": Analecta Augustiniana 79 (2016) 223-258.
18. 2016: "Segundo libro de profesiones del Convento San Agustín de Zaragoza (1618-11650)": Archivo Agustiniano 100 (2016) 263-295.
19. 2015: "Fray Luis de León, editor y biógrafo de Teresa de Jesús (1515-1582)": Analecta Augustiniana 78 (2015) 77-116, 471-476, 6 láms.
20. 2015: "Primer libro de profesiones del Convento San Agustín de Zaragoza (1605-1618)": Archivo Agustiniano 99 (2015) 229-246.
21. 2015: "Análisis de las publicaciones periódicas más notables de la Orden de San Agustín",[76] en ÁLVAREZ FERNÁNDEZ, Jesús, (a cura di), 1914-1962: L'Ordine Agostiniano tra la Grande Guerra e il Concilio Vaticano II. Congresso dell'Istituto Storico Agostiniano. Roma, 12-17 ottobre 2015. (Col. Studia Augustiniana Historica, 20). Institutum Historicum Augustinianum. Roma 2015, pp. 17-114. ISBN 978-88-99502-00-3
22. 2015: "Presencia de Santa Teresa de Jesús (1515-1582) en la Orden de San Agustín", en CAMPOS Y FERNÁNDEZ DE SEVILLA, F. Javier, (coord.), Santa Teresa y el mundo teresiano del Barroco. Actas del Simposium (XXIIIª edición). San Lorenzo de El Escorial, 3 al 6 de septiembre de 2015. Ediciones Escurialenses. San Lorenzo de El Escorial 2015, pp. 823-844. ISBN 978-84-15659-31-0
23. 2015: "Origen y fundación de la Orden [de Ermitaños] de San Agustín (OESA, OSA)",[77] en GONZÁLEZ MARCOS, Isaac, (ed.), La Vida Consagrada: Epifanía del amor de Dios en el mundo. XVII Jornadas Agustinianas. (Madrid, 7-8 de marzo de 2015). Centro Teológico San Agustín. Madrid 2015, pp. 31-132. ISBN 978-84-92645-45-9
24. 2014: "La oración fúnebre por el mercedario Juan Interián de Ayala (1656-1730), compuesta por Manuel Vidal, OSA", en CAMPOS, F. Javier, (coord.), El mundo de los difuntos: culto, cofradías y tradiciones. Actas del Simposium (XXIIª edición). San Lorenzo de El Escorial, 4 al 7 de septiembre de 2014. Ediciones Escurialenses. San Lorenzo de El Escorial 2014, vol. I, pp. 385-397, ilustr. ISBN 978-84-15659-24-2
25. 2014: "Informe de las visitas 'ad limina' de Rafael Lasala, OSA (1716-1792), obispo de Solsona": Archivo Agustiniano 98 (2014) 125-135.
26. 2014: "La centenaria historia del convento de Nuestra Señora de Gracia, vulgo convento de San Agustín, de Ponferrada": Bierzo. Basílica Ntra. Sra. la Virgen de la Encina, (Ponferrada), 2014, pp. 5-43. ISSN 1575-5916.
27. 2013: "Iconografía y devoción a Santo Tomás de Villanueva en España [salvo la región de Levante]", en Santo Tomás de Villanueva. Culto, historia y arte. I. Estudios y láminas. Ediciones Escurialenses y Biblioteca Egidiana. San Lorenzo de El Escorial - Tolentino (Italia) 2013, pp. 131-156. ISBN 978-88-98033-20-1
28. 2013: "(Fichas de iconografía tomasina)", en  Santo Tomás de Villanueva. Culto, historia y arte. II. Corpus iconográfico. Ediciones Escurialenses y Biblioteca Egidiana. San Lorenzo de El Escorial - Tolentino (Italia) 2013, las fichas número 145, 168, 181, 184, 191, 192, 234, 278, 279, 314, 356, 437, 467, 511, 526. ISBN 978-88-98033-20-1
29. 2013: "Una década de impresiones tipográficas en el Colegio de doña María de Aragón, de Madrid (1730-1740), o la efímera historia de la Imprenta del V. P. Alonso de Orozco", en Patrimonio inmaterial de la cultura cristiana. Actas del Simposium (XXIª edición), San Lorenzo de El Escorial, 5 al 8 de septiembre de 2013. Ediciones Escurialenses. San Lorenzo de El Escorial 20013, 531-550, ilustr. ISBN 978-84-15659-13-6
30. 2013: "Las visitas 'ad limina' de Francisco de Olaso Hipenza, OSA, obispo de Lérida": Archivo Agustiniano 97 (2013) 215-224.
31. 2012: "Nuestra Señora de Regla en la Historia Sacra, obra inédita de Diego de Carmona Bohórquez, OSA (1590-CA. 1653)": Analecta Augustiniana 75 (2012) 245-300.
32. 2012: Historia, leyenda y devoción a Nuestra Señora de Regla. ISBN 978-84-15659-00-6
33. 2012: "Información de las visitas 'ad limina' del arzobispo de Tarragona, Francisco Armañá Font (1785-1803)": Archivo Agustiniano 96 (2012) 183-197.
34. 2011: Labor literaria de las agustinas en el siglo XVII. ISBN 978-84-86161-62-0
35. 2010: Avatares de la imagen del Cristo del Rescate de Valencia. ISBN 978-84-89788-84-8
36. 2009: "Ana Catalina Emmerick (1774-1824): Una mirada bibliográfica": Analecta Augustiniana 72 (2009) 455-499.
37. 2008-2010: "Obras y autores agustinos en los Índices de libros prohibidos de la Inquisición Española": Archivo Agustiniano 92 (2008) 223-269; 93 (2009) 263-299; 94 (2010) 109-153.
38. 2007: Colegio de doña María de Aragón (Madrid): de los orígenes a la desamortización de Mendizábal. ISBN 978-84-89788-64-0.
39. 2007: "Libro de profesiones del convento San Agustín de Bilbao (1574-1718)": Archivo Agustiniano 91 (2007) 203-212.
40. 2006: "Libro de profesiones del convento San Agustín de Bilbao (1719-1834)": Archivo Agustiniano 90 (2006) 307-320.
41. 2006: La intervención de la CONFER en la distribución de la Ayuda Social Americana. ISBN 84-89788-16-2
42. 2005: Agustinos españoles defensores de la Inmaculada en la primera mitad del siglo XVII. ISBN 978-84-89942-41-2
43. 2005: "La España de Santo Tomás de Villanueva (1486-1555)", pp. 21-66, en ISBN 84-95745-38-0
44. 2002 "Cien años de historia de Nuestra Madre del Buen Consejo, de León (1901-2001)", pp. 23-84, en ISBN 84-95745-14-3
45. 2002: "Del método histórico a la impresión tipográfica de la España Sagrada": Revista Agustiniana, 43 (2002) 557-598.
46. 1995: "Dos mártires Agustinas: Esther Paniagua y Caridad Álvarez, misioneras en Argel": Revista Agustiniana, 36 (1995) 243-264.
47. 1994: Los Agustinos en Calahorra. Cien años de historia (1894-1994), pp. 11, 17-254. ISBN 84-86898-29-3

### Trabajos de pensamiento
1. 2017: "Martín Lutero: la centralidad de la fe en la vida cristiana": Religión y Escuela 133 (2017) 18-21.
2. 2016: "Martín Lutero, el teólogo de la fe": Pastoral Ecuménica 33/100 (2016) 15-73.
3. 2012: "Los Padres de la Iglesia: verdaderos sabios y auténticos cristianos": Cistercium 258(2012)268-278. [Con ligeros retoques y añadidos el texto puede leerse en Etiam 7 (2012) 253-261].
4. 2011:  El amor a la verdad según San Agustín Revista Española de Filosofía Medieval 17(2010)11-19.
5. 2010: "Prolegómenos a Jansenismo y Regalismo en España de Manuel Fraile Miguélez, OSA": Analecta Augustiniana 73 (2010) 265-307.
6. 2009: "Encuentro lingüístico: El español en América y las primeras lenguas indígenas": Ometeca Ometeca. Ciencias y humanidades 13 (2009) 69-75.
7. 2008: "La contribución de autores españoles al conocimiento de Martín Lutero (1483-1546) en los últimos veinticinco años (1982-2007)": Analecta Augustiniana 71 (2008) 39-68.
8. 2008: El misterio de la vida de Ana Catalina Emmerick (1774-1824), según el diario de Clemente Brentano. ISBN 978-84-89788-71-8
9. 2007: "La traducción del libro de Job, de Fray Luis de León": Religión y Cultura 53 (2007) 281-321.
10. 1998: "Lenguaje metafórico de fray Luis de León": Revista Agustiniana, 39 (1998) 1419-1445.
11. 1996: "La justicia desde John Rawls": Revista Agustiniana, 37 (1996) 925-929.
12. 1996: "Agustín, Obispo de Hipona": Revista Agustiniana, 36 (1995) 679-684; reimpreso en Actualidad Pastoral 221-225(1996)254-255.
13. 1995: "Sobre los valores": Revista Agustiniana, 36 (1995) 345-359.
14. 1984: "Notas sobre la obediencia en San Agustín": Revista Agustiniana, 25 (1984) 219-236.

### Editor literario
1. 2019: Intellectum valde ama - Ama intensamente la inteligencia (San Agustín, Ep. 120, III, 13, 4). Homenaje al Profesor Octavio Uña Juárez: Homenaje al Profesor Octavio Uña Juárez, Catedrático de Sociología y Filosofía, Escritor y Poeta. ISBN 978-84-09-14629-1
2. 2019: Diego de Carmona Bohórquez, Historia Sacra de Nuestra Señora de Regla. Edición, presentación, notas e índices de Rafael Lazcano Editorial Espigas. Murcia 2019, 735 pp. ISBN 978-84-85888-74-0
3. 2000-2012: Enrique Flórez, y otros autores, España Sagrada. Edición de Rafael Lazcano. Editorial Agustiniana. Madrid - Guadarrama (Madrid) 2000-2012, 56 tomos; el 57 de Índice general, preparado por el "diligente editor" [78] de textos históricos, doctrinales y literarios.
4. 2010: Manuel Fraile Miguélez, Jansenismo y Regalismo en España. (Datos para la historia) Cartas del Sr. Menéndez Pelayo. Edición, prólogo, notas e índices de Rafael Lazcano. ISBN 978-84-95745-98-9
5. 2008: Francisco de Quevedo, Vida de Santo Tomás de Villanueva. Estudio del Epítome. ISBN 84-95745-41-0 (edición 1.ª); ISBN 84-95745-57-7 (2.ª edición)
6. 2001: Iconografía agustiniana. XI Congreso Internacional de Historia de la Orden de San Agustín (Roma 22-24 de noviembre de 2000). ISBN 84-95745-05-4
7. 2001: Alonso de Orozco, Obras Completas. I. Obras castellanas. Coordinador Rafael Lazcano (BAC Maior -Serie Biblioteca Clásica, 65). Biblioteca de Autores Cristianos, Madrid 2001, CXXIV - 997 pp. ISBN 84-7914-593-3
8. 2001: Carmen Castro de Zubiri, Nosotras, las mujeres. Presentación y edición de Rafael Lazcano (Col. Almo Reposo, 8). Ed. Revista Agustiniana. Madrid 2001, XXV-522 pp. ISBN 84-86898-99-4
9. 2000: Soledad, Diálogo, Comunidad. III Jornadas Agustinianas. Madrid 11-12 de marzo de 2000. Edición de Rafael Lazcano. Centro Teológico San Agustín. Madrid 2000, 324 pp.
10. 1999: Dios. Nuestro Padre. II Jornadas Agustinianas. Madrid 13-14 de marzo de 1999. Edición de Rafael Lazcano. Centro Teológico San Agustín. Madrid 1999, 251 pp.
11. 1999: John Gavigan, Los Agustinos desde la revolución francesa hasta los tiempos modernos. ISBN 84-86898-72-2
12. 1998: Conventos Agustinos. X Congreso Internacional de Historia de la Orden de San Agustín (Madrid, 20-24 de octubre de 1997). ISBN 84-86898-63-3 (obra completa); ISBN 84-86898-64-1 (tomo I); ISBN 84-86898-65-X (tomo II).
13. 1997: Homenaje al Profesor Jaime García Álvarez en su 65 aniversario. I. San Agustín. II. Filosofía y Teología. III Fray Luis de León. Edición de Rafael Lazcano (Col. Historia Viva 12, 13, 14). Ed. Revista Agustiniana. Madrid 1997, 1685 pp.
14. 1994: Los Agustinos en Calahorra. Cien años de historia (1894-1994). ISBN 84-86898-29-3
15. 1992: Figura y obra de Alonso de Orozco, O.S.A. (1500-1591). Actas de las Jornadas del IV Centenario de su muerte. ISBN 84-84898-14-5

### Editor de libros
1. 2023: Juan María Leonet Zabala, Dios creador según Santo Tomás de Villanueva. Prólogo de Nicolás Castellanos Franco ISBN 978-84-09-42691-1
2. 2023: Nicolás Castellanos Franco, El Arte de Bien y Buen Vivir. Prólogo del P. Ángel García Rodríguez, Fundador y Presidente de Mensajeros de la Paz. ISBN 978-84-09-42693-5
3. 2022: Manuel Rodríguez Díez, Gazapos y gazapillos del Quijote. ISBN 978-84-09-36462-6
4. 2022: Nicolás Castellanos Franco, Cartas desde las periferias. Prólogo de José María Castillo Sánchez. ISBN 978-84-09-36459-6
5. 2021: Fernando Fernández Fernández, La vida no termina, se transforma. Ensayo de sociología religiosa evolutiva. Prólogo de Luis Buceta Facorro. ISBN 978-84-09-32197-1
6. 2021: Nicolás Castellanos Franco, Memorias. Vida, Pensamiento e Historia de un Obispo del Concilio Vaticano II. Prólogo de José Bono. ISBN 978-84-09-31183-5 [6.ª ed., septiembre de 2022]
7. 2021: Serafín de la Hoz Veros, Tensión del junto. (Poemario). Prólogo de Nicolás Castellanos Franco, obispo emérito de Palencia. ISBN 978-84-09-32196-4
8. 2021: Rafael Lazcano, Bibliografía Hispánica de San Agustín. ISBN 978-84-09-26956-3
9. 2021: Rafael Lazcano, Bibliografía zubiriana. ISBN 978-84-09-26015-7
10. 2021: Jordi Aladro, Muros del alma. Traducciones, paráfrasis y poemas de Pedro Malón de Echaide. ISBN 978-84-09-26408-7
11. 2020: Juan María Leonet Zabala, La figura de María en Santo Tomás de Villanueva. ISBN 978-84-09-24467-6
12. 2020: Rafael Lazcano, Itinerario fundacional de la Orden de San Agustín. Prólogo de Pedro Langa Aguilar. ISBN 978-84-09-23707-4
13. 2019: Rafael Lazcano, (editor literario), Intellectum valde ama - Ama intensamente la inteligencia (San Agustín, Ep., 120, III, 13, 4). Homenaje al Profesor Octavio Uña Juárez: Homenaje al Profesor Octavio Uña Juárez, Catedrático de Sociología y Filosofía, Escritor y Poeta. ISBN 978-84-09-14629-1
14. 2019: Rafael Lazcano, Octavio Uña Juárez: Perfil bio-bibliográfico. ISBN 978-84-09-14955-1
15. 2018-: Rafael Lazcano, Tesauro Agustiniano. ISBN 978-84-09-01027-1 (obra completa).

## Sobre la obra de Rafael Lazcano
| - José Rodríguez Díez, "Complemento bibliográfico y exegético a Historia de la Orden de San Agustín en el Medievo", en Agustinos, haciendo historia en Málaga. 1. Orígenes. Asociación de Antiguos Alumnos de los Colegios San Agustín y Los Olivos de Málaga. Málaga 2022, 65-67. - Isaac González Marcos, "Tesauro Agustiniano: El Santiago Vela del tercer milenio": Revista Agustiniana 60 (2019) 621-628. - Roberto Blanco Andrés, "Tesauro Agustiniano: Un monumento bio-bibliográfico de la Orden de San Agustín": Archivo Agustiniano 103 (2019) 379-385. - Luis Álvarez Gutiérrez, "Tesauro Agustiniano: Un monumento a la bio-bibliografía ibérica, americana y de Filipinas": Anuario de Historia de la Iglesia 28 (2019) 405-416. - José Rodríguez Díez, "Tesauro Agustiniano (Macroproyecto de Diccionario)": La Ciudad de Dios 231 (2018) 415-421. - Teófilo Viñas Román, "'San Agustín, Padre y Fundador de su Orden' (Carta abierta a don Rafael Lazcano)": La Ciudad de Dios 229 (2016) 259-283. | - Ignacio Jericó Bermejo, "Martín Lutero. A propósito de una biografía de 2009": La Ciudad de Dios 223 (2010) 207-248. - Ignacio Jericó Bermejo, "Teología sobre la Iglesia entre Santo Tomás y la Escuela de Salamanca": Revista Agustiniana , 53 (2013) 699-771: 732-753. - Antonio Mestre Sanchis, "Jansenismo y regalismo en España. (Datos para la historia)": Anales Valentinos 36/71 (2009) 161-165. - Héctor Linares González, Jansenismo y regalismo en la España del Siglo XVIII. (Una síntesis del Dr. Lazcano), en http://elnacimientodeclio.wordpress.com/2014/04/15/jansenismo-y-regalismo-una-sintesis-de-la-obra-del-dr-lazcano/?blogsub=confirmed#subscribe-blog - José Antonio Balboa de Paz, "La España Sagrada", en http://www.elbierzodigital.com/la-espana-sagrada/21434 | - Enrique Gancedo, "El leonés Rafael Lazcano reedita los 56 tomos de la 'España Sagrada'", en http://www.diariodeleon.es/noticias/cultura/leones-rafael-lazcano-reedita-56-tomos-espana-sagrada_875512.html - José Antonio Balboa de Paz, "La 'España Sagrada' renace", en http://www.diariodeleon.es/noticias/filandon/espana-sagrada-renace_886831.html - Iñaki Pardo Torregrosa, "La Reforma protestante: 500 años de la Europa con dos almas", en http://www.lavanguardia.com/internacional/20171126/433094528369/lutero-reforma-protestante-500-anos.html - Luis Santamaría del Río, "Lutero y la Reforma, a discusión en el Curso de Verano de La Granda [Avilés, Asturias, 28-30 de agosto de 2017]": Pastoral Ecuménica 34/103 (2017) 57-102: 58-63. - Blog Editorial San Pablo Archivado el 18 de febrero de 2020 en Wayback Machine. |